# Armillifera
Armillifera é um gênero do período Ediacarano. Os fósseis foram encontrados na área do Mar Branco, região de Arkhangelsk, Rússia. Os fósseis de Armillifera estavam restritos quase à mesma faixa estratigráfica de Kimberella, mas foram encontrados raramente.

## Morfologia
Armillifera é bilateralmente simétrica, de forma oval. É convexo no centro com uma faixa achatada ao redor, e sua superfície é coberta por numerosos tubérculos fundidos na faixa para formar cristas arredondadas. A superfície de sua região central possui profundas depressões em forma de gancho, que são dispostas de acordo com a simetria de reflexão de deslizamento.

## Classificação
A 'concha' de Armillifera é a falta de linha de crescimento, e a simetria bilateral sugere que provavelmente são organismos que se movem ativamente. 
O fato de as profundas depressões em forma de gancho em sua região central estarem dispostas de acordo com a simetria da reflexão de deslizamento pode referir sua conexão ao Proarticulata, um filo Ediacarano extinto que apresentava o mesmo traço. Mas a semelhança da concha pode não ser a prova definitiva, então ainda não está claro a qual filo ela pertencia.